# Stolnica v Padovi
Padovanska stolnica ali bazilika stolnica svete Marije Vnebovzete (italijansko Duomo di Padova; Basilica Cattedrale di Santa Maria Assunta) je katoliška cerkev in manjša bazilika, ki stoji na vzhodnem koncu trga Piazza Duomo, poleg škofovske palače v Padovi, Benečija, Italija.
Stolnica, posvečena Marijinemu vnebovzetju, je sedež padovanskega škofa. Cerkvena stavba, ki je bila prvič postavljena kot stolnica v 4. stoletju, je bila skozi stoletja deležna večjih prezidav.

## Zgodovina
Sedanja cerkev je tretja stavba, zgrajena na istem mestu. Prva je bila postavljena po milanskem ediktu leta 313 in jo je uničil potres 3. januarja 1117. Ponovno so jo zgradili v romanskem slogu: videz te srednjeveške cerkve lahko vidimo na freskah Giusta de' Menabuoija v sosednji krstilnici. Sedanja stavba izvira iz rekonstrukcije v 16. stoletju. Medtem ko so v preteklosti načrt pripisovali Michelangelu, sta ga bolj izdelala Andrea della Valle in Agostino Righetto in ima veliko skupnega s prejšnjimi padovanskimi cerkvami. Gradnja nove renesančne stavbe se je začela leta 1551 in je trajala dve stoletji, dokončana pa je bila leta 1754, vendar je fasada ostala nedokončana.
Stolnica bazilika Santa Maria Assunta je posvečena Marijinemu vnebovzetju in ima status manjše bazilike. Je tudi župnijsko središče in omogoča čaščenje teles San Daniele, San Leonino in San Gregorio Barbarigo.

### Paleokrščanska doba
Izročilo pravi, da je bila prva cerkev, posvečena Santa Giustina, zgrajena po Milanskem ediktu. Kamnit steber s križem na vrhu označuje njeno lokacijo na sedanjem cerkvenem dvorišču. Med obnovo (pribl. 462 ali 602) je bil škofovski sedež Patavium združen s sedežem Santa Maria. Škof Tricidio je leta 620 obnovil stolnico, med letoma 899 in 900 pa je bila ponovno obnovljena zaradi požara. Leta 1075 je škof Olderico posvetil novo stolnico na ruševinah prejšnje cerkve. Kasnejši zgodovinarji domnevajo, da je bila za to zadnjo stopnjo gradnje fasada na vzhodu, s spovednico in kripto pod apsido, kjer je pokopan škof Tricidio. Med izkopom temeljev so odkrili njegov nagrobnik. Ta bazilika se je zrušila med potresom 3. januarja 1117.
Izkopavanja in raziskave Katedre za srednjeveško arheologijo na Univerzi v Padovi med letoma 2011 in 2012 so razširile znanje o celotnem območju okoli škofovske palače, stolnice in krstilnice. V severovzhodnem vogalu cerkvenega dvorišča so našli osnovo stolpa s kvadratnim tlorisom (10 x 10 metrov) romanskega sloga iz obdobja med 10. in 12. stoletjem. Pri izkopavanjih so našli temelje stavb iz obdobja med 9. in 11. stoletjem. Severno od krstilnice je vrsta mozaičnih tlakov iz 4. in 5. stoletja. Med najdbami so: sarkofag v kamnu za relikvije, oltar iz Lacerte iz 5. ali 6. stoletja, fragmenti liturgične opreme iz različnih obdobij, grobovi (56 posameznikov) in sledovi domačih delavnic iz longobardske dobe.

### Macillova stolnica
Zaradi potresa leta 1117 je arhitekt Macillo postavil novo stolnico, ni jasno, ali na ruševinah cerkve Olderica ali na novi lokaciji; odpira se na trg in cerkev. Posvečena je bila 24. aprila 1180. Nova cerkev je stala na območju sedanje stolnice z enako orientacijo (fasada na vzhodu in prezbiterij na zahodu) razdeljena na tri ladje in transept. Stranska ladja na jugu je gledala na cesto, ki je obkrožala škofovsko palačo in zvonik; stranska ladja na severu se je dotikala križnega hodnika kanonikov in krstilnice. Znotraj so bile ladje razdeljene s stebri in slopi, alternativno v otonski tradiciji. Leta 1227 je bil obnovljen zvonik. Škof Štefan iz Carrare je spodbujal nekaj obnove in olepšanja obokov (1399 in 1400).

### Nova stolnica
Škof Peter Barozzi je želel cerkev posodobiti z izgradnjo novega velikega prezbiterija. Prvi kamen je blagoslovil in položil v temelj 6. maja 1522 kardinal Frančišek Pisani, ki je s kanoniki in prebendati financiral obnovo. Projekt se je nadaljeval dve stoletji. 2. januarja 1551 je kapitelj kanonikov odobril model prezbiterija Michelangela Buonarrotija, ki je nadomestil model Jacopa Sansovina. Zasnova Michelangela je bila dokončana v naslednjih nekaj desetletjih. Prezbiterij je slovesno odprl škof Federico Cornaro 14. aprila 1582. Cornaro je moral na pobudo kardinala Pisanija odstraniti stari srednjeveški zvonik. Staro fasado so razširili in okrasili. Proti letu 1635 se je začela gradnja desnega kraka transepta, leta 1693 pa levega. Ostanke stare stolnice so postopoma odstranili in na istem mestu zgradili novo ladjo, ki sta jo zasnovala Gerolamo Frigimelica in Francesco Maria Preti ter Giambattista Novello. Stolnico je 25. avgusta 1754 posvetil kardinal Carlo Rezzonico. Nato so jo označili za manjšo baziliko. Gradnja kupole se je začela leta 1756 pod vodstvom Johna Gloryja in Giorgia Massarija.

## Zunanjost
Bazilika Santa Maria Assunta stoji med škofovsko palačo in krstilnico. Gre za latinski križ s tremi ladjami in osmerokotno kupolo. Kupola Slave je prekrita s svincem. K prezbiteriju mejita dve zakristiji, ena za kanonike in druga za prebendate. Med prebendatiško zakristijo in transeptom je zvonik. Stranska vrata se odpirajo na majhno dvorišče za prezbiterijem in na Via Duomo, pri vhodu za kočije v škofovsko palačo. Na zvoniku je plošča iz rimskega obdobja, ki omenja Gens Fabia iz Veja, naslov v zgodovini Padove iz leta 49 pr. n. št.
Fasada, na katero se odpirajo trije portali, je nedokončana. Po načrtih Gerolama Frigimelice in Pretija bi se moral odpirati v zračen dostopni atrij in v zgornje nadstropje. Na pročelju je velik, klasičen zatrep, ki ga podpira šest mogočnih polstebrov korintskega reda. Druga konstrukcija, ki bi povezovala atrij, ložo in škofovsko palačo, bi se odprla na pokrito klančino na desni, vendar je ostala nedokončana. Med prvo svetovno vojno je v zgornji del pročelja zadela bomba. Med restavriranjem je nastala majhna rozeta.

## Notranjost
Glavno ladjo obdaja na vsaki strani stranska ladja, ki se harmonično ujema z glavno. Glavna ladja ima dve veliki eliptični kupoli, ki se ujemata s kapelama sv. Gregorja Barbariga in sv. Lorenza Giustinianija. Nad križiščem se dviga velika krožna kupola. Ob stranskih ladjah se vrstijo kapele. Pod prezbiterijem je kripta kapela Božičkovega križa.

### Desna ladja in kapele
Prva kapela na desni ima oltar, ki ga je leta 1760 podaril čevljarski ceh Fraglia, in oltarno sliko Dionisia Gardinija, ki prikazuje Pija X. kot semeniščnika v Padovi. Prvotno je imela platno Giovannija Battiste Mengardija, ki je upodabljal Mučeništvo svetih Crispina in Crispiniana, zavetnikov čevljarjev. V drugi kapeli oltarna slika prikazuje Mučeništvo svetega Lorenza Alessandra Galvana. Kapela San Lorenzo Giustiniani ima oltarno sliko, ki jo je naročil škof Nicholas Antonio Giustiniani v čast svojemu predniku. Škof je pokopan v kapeli. Kip iz belega marmorja (1788) je izklesal Felice Chiereghin. Oltarno sliko, ki prikazuje Devico in svetnike, pripisujejo Alessandru Varotariju »Padovaninu«. Epigrafi obzidja in ostanki škofovskih nagrobnikov so pripadali Macillianovi stolnici. Iz leta 1809 je za oltarjem, skrito z marmorno ploščo, truplo padovanskega škofa San Leolino, ki je bil prej čaščen v cerkvi San Leolino v Prà della Valle. Na naslednjem oltarju je sodobna upodobitev Presvetega srca (R. Mulata), ki nadomešča San Carla Borromea v molitvi Giovannija Battiste Bissonija, ki je bila prestavljena v baziliko svetega Antona Padovanskega. Na verandi vrat v župnišče sta dva spomenika Girolama Campagne, tisti na levi strani Sperone Speroni in tisti na desni strani hčerke Giulie Speroni.

## Krstilnica
Krstilnica v Padovi, ki je desno od stolnice, je iz 12. stoletja. V naslednjem stoletju je bila predelana in jo je posvetil Gvido, gradeški patriarh leta 1281. Tu je tudi mavzolej Carraresijev. Freske, ki jo krasijo (1375–76), so delo Giusta de Menabuoija.

## Kapiteljska knjižnica
Kapiteljska knjižnica je shranjena v prostorih nad zakristijo kanonikov.